# Fortăreața Akershus
Fortăreața Akershus este un castel medieval din Oslo, Norvegia.

## Comandanții fortăreței
- 1629 – Ove Gjedde
- 1654 – Georg Reichwein
- 1662 – Hans Jacob Schort
- 1670 – Michael Opitz
- 1676 – Frants Eberhard von Speckhan
- 1679 – Ejler Jensen Visborg
- 1680 – Hans Brostrup Schort
- 1687 – Anton Coucheron
- 1690 – Nikolaj de Seve
- 1706 – Hans Frederik Legel
- 1708 – Ernst Bugislav Waldau
- 1709 – Johan Frederik Münnich
- 1711 – Nikolaj Sibbern
- 1712 – Jørgen Christopher von Klenow
- 1719 – Georg von Bertouch
- 1740 – Johan Frederik Leben
- 1744 – Jonas Bjørnsen
- 1762 – Frans Grabow
- 1772 – Christopher Frederik Ingenhaeff
- 1774 – Hans Jacob Henning Hesselberg
- 1806 – Frederik Gottschalck von Haxthausen

1. ↑  Monuments database, 29 august 2021